# SBS-1
O SBS-1 foi um satélite de comunicação geoestacionário estadunidense que foi construído pela Hughes, ele era de propriedade da Satellite Business Systems. O satélite foi baseado na plataforma HS 376 e sua expectativa de vida útil era de 7 anos. O mesmo ficou fora de serviço em junho de 1990.

## História
O satélite foi lançado para a Satellite Business Systems, abreviado para SBS, que foi uma empresa fundada pela IBM, Aetna, Comsat (e mais tarde foi totalmente comprada pela IBM e posteriormente vendido para a MCI), que forneceu as comunicações via satélite profissionais privadas através de sua frota de satélites geoestacionários SBS, ela foi a primeira empresa a fornecer este tipo de serviço.
O SBS-1 (Satélite Business Systems 1) foi lançado pela NASA para fornecer redes privadas totalmente voltada para empresas, agências governamentais e outras organizações com as grandes exigências e variados por comunicação via satélite.
O satélite saiu de serviço em junho de 1990.

## Lançamento
O satélite foi lançado com sucesso ao espaço no dia 15 de novembro de 1980, abordo de um foguete Delta-3910 PAM-D lançado a partir da Estação da Força Aérea de Cabo Canaveral, na Flórida, EUA. Ele tinha uma massa de lançamento de 550 kg.

## Capacidade
O SBS-1 era equipado com 14 transponders em banda Ku.